# Verband der Köche
Der Verband der Köche war eine freie Gewerkschaft. Sie organisierte Köche im Deutschen Kaiserreich und in der Weimarer Republik.

## Geschichte
Der Verband der Köche wurde 1893 gegründet.
Er war Mitglied in der Generalkommission der Gewerkschaften Deutschlands und dem Nachfolger Allgemeiner Deutscher Gewerkschaftsbund.
Im Jahr 1920 fusionierte die Gewerkschaft mit dem Bund der Hotel-, Restaurant- und Café-Angestellten und dem Verband der Gastwirtsgehilfen zur Gewerkschaft Zentralverband der Hotel-, Restaurant- und Café-Angestellten.